# Kepler-10c
Kepler-10 c — екзопланета в сузір'ї Дракон, що належить до класу суперземель. Обертається навколо старого (вік — близько 12 мільярдів років) жовтого карлика Kepler-10 (або KOI 72 чи KIC 11904151). Матірня зоря має масу 0,89 нашого світила й світність, тотожню сонцевій.
Екзопланета була виявлена NASA в рамцях місії телескопа «Кеплер» за допомогою транзитної методи в січні 2011 року й була підтверджена чотири місяці потому при аналізі відомостей, отриманих космічним телескопом «Спітцер» (увесь цей час ішла робота над визначенням радіяльної швидкости планети і якби надії не справдилися б, кандидата визнали б помилкою в роботі Кеплера, а затемнення зірки з 45-денним інтервалом — викликаним її обертанням).
2 червня 2014 року Гарвард-Смітсонівський центр астрофізики опубликував прес-реліз, у якому повідомляється, що Kepler-10 с має тверду поверхню, але маса її в 17 разів більша від Землі (зазвичай екзопланети з такою масою становлять собою газові гіганти). При цьому радіус Kepler-10 с всього в 2,3 разу більший від земного. Вік планетної системи — 11,9 ± 4,5 млрд років, що доводить можливість формування кам'янистих планет того часу.

## Примітки

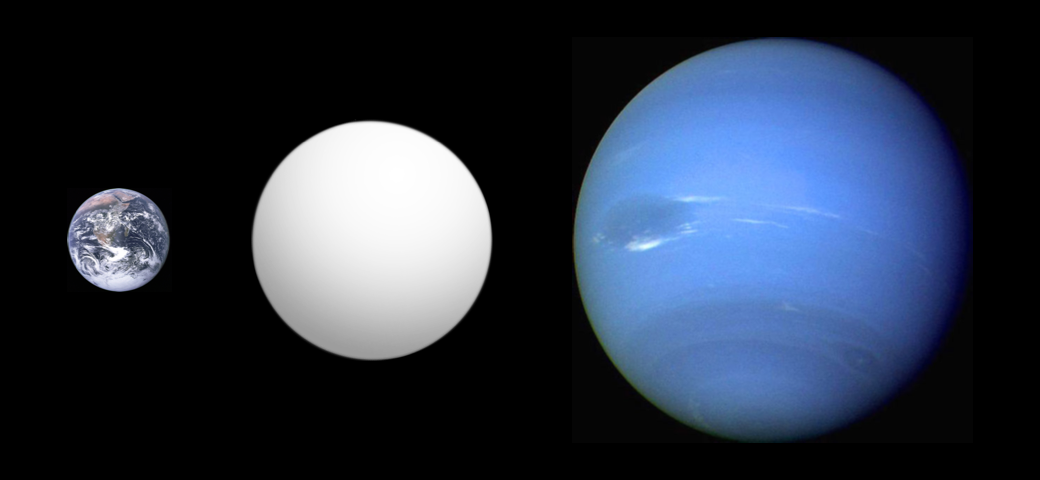
Порівняння розмірів Землі, Kepler-10 c й Нептуна